# Ampelocissus mottleyi
Ampelocissus mottleyi är en vinväxtart som först beskrevs av Joseph Dalton Hooker, och fick sitt nu gällande namn av Jules Émile Planchon. Ampelocissus mottleyi ingår i släktet Ampelocissus och familjen vinväxter. Inga underarter finns listade i Catalogue of Life.